# Johan Gustaf Schwan
Johan Gustaf Schwan, född 30 juni 1802 i Sankt Nicolai församling i Stockholm, död 23 januari 1869 i Klara församling i Stockholm, var en svensk grosshandlare och politiker.

## Biografi
Johan Gustaf Schwan var son till Hans Niclas Schwan och Sara Gustafva Adelaide Schön samt dotterson till Johan Schön och Elisabeth Palm.
Schwan var riksdagsman för borgarståndet i Stockholm vid ståndsriksdagen 1865–1866. Han var även ståndets talman.
Författaren Carl David Arfwedson gav i sin bok Spionen i den förnäma werlden i Stockholm (1831) avslöjande inblickar i Stockholmssocietetens liv. Särskilt utsatt blev Schwan, som aldrig kunde glömma denna oförrätt.